# Красный флаг
Красный флаг может означать:
- Красный флаг — символ революционной борьбы[1], левого движения, социализма и коммунизма. Элементы красного флага являются также символами левого анархизма и левых националистов. Красный цвет революционного флага в объяснениях коммунистов являлся олицетворением крови угнетённых классов, пролитой в борьбе за освобождение от эксплуатации[2];
- Красный флаг — один из сигнальных флагов в мореплавании, означающий опасность или бой, ввиду чего он также активно использовался[3] пиратами;
- Красный флаг — гоночный флаг, предписывающий остановить гонку.
- Красный флаг — в конце XIX — начале XX века в ряде российских городов (в частности, в Воронеже) вывешивался на пожарной каланче, информируя учеников школ о понижении температуры воздуха до −20 °C[4].[значимость факта?]
- Название «Красное знамя» носит ряд песен социалистического и рабочего движения, включая итальянскую Bandiera Rossa и гимн британской Лейбористской партии The Red Flag.
- «Красное знамя» (нем. Die Rote Fahne) — в 1918—1945 годах центральный печатный орган Коммунистической партии Германии.

## В политике

### Появление символа
Советская историография приводила примеры использования красного флага во времена восстаний и революций с древнейших времён. Так, в Большой советской энциклопедии указывалось, что в Горгане (Персия) в 778—838 годах проходило «Восстание краснознамённых», во время которого использовалось красное знамя как эмблема восстания, и что красное знамя использовали восставшие во время Крестьянской войны в Германии в 1524—1526 годах.

#### Во время Великой французской революции
Во время Великой французской революции 21 октября 1789 года был принят «Закон о военном положении». Новый закон описывал обязательные действия муниципалитета Парижа при чрезвычайных ситуациях, чреватых восстаниями (иначе говоря — при уличных беспорядках, создающих угрозу революционному правительству) По этому закону:

Статья 1. В случае угрозы общественному спокойствию члены муниципалитета в силу обязанностей, возложенных на них коммуной, должны объявить, что для восстановления спокойствия немедленно необходима военная сила.
Статья 2. Это извещение совершается таким способом, что из главного окна ратуши и на улицах вывешивается красное знамя.

Статья 3. Когда красное знамя вывешено, всякие скопления народа, вооружённые или невооружённые, признаются преступными и разгоняются военной силой.— Цитируется по д. и. н. Фельдман Д. Красные белые: советские политические термины в историко-культурном контексте // Вопросы литературы : Журнал. — 2006. — № 4. Архивировано 5 марта 2016 года.
Таким образом, красный флаг был всего лишь сигналом опасности, угрозы новому революционному порядку. Сигнал, призывающий к защите спокойствия на улицах. То есть его смысл не был крайне радикальным, а был про-правительственным. Но вскоре в городском самоуправлении Парижа стали доминировать радикалы — якобинцы. Благодаря их стараниям вывешивание красного флага обрело новый смысл: вывешивая такие флаги, городское самоуправление собирало своих сторонников для проведения насильственных акций против всех тех, кто был против радикальных изменений.
17 июля 1791 года Лафайет, командующий Национальной гвардией, поднял красный флаг в Париже в знак объявления военного положения и призыва к бунтовщикам разойтись. Последовало столкновение, в котором было убито около пятидесяти протестовавших против короля. После этого якобинцы подняли красный флаг, чтобы почтить «кровь мучеников». Якобинцы сделали красный флаг своим символом. Под красным флагом в августе 1792 года организованные городским самоуправлением отряды санкюлотов шли на штурм Тюильри. Красный флаг превратился в знамя радикалов.
Позже во Франции красное знамя перестало быть столь популярным. Государственным флагом Республики стал французский триколор. В наполеоновскую эпоху оно практически вышло из употребления. После реставрации монархии оно — в качестве символа революции — и вовсе утратило актуальность.

### Использование в Европе
Во время Лионского восстания 1834 года красный флаг стал символом революционной борьбы рабочих. В 1848 году красный цвет был цветом восставших во Франции и в Германии. С 1871 года, после Парижской коммуны, красный цвет становится символом международного революционного движения пролетариата.

### Политическое использование красного флага в других частях света
Красные боевые знамёна использовались во время восстания тайпинов в Китае в 1850—1864 годах. Во время так называемой Первой красной паники в США ряд штатов (Миннесота, Южная Дакота, Оклахома, Калифорния) приняли законы о запрете красных флагов. Но Верховный суд США в 1931 году признал такой запрет неконституционным.
Смысловое исключение представляет собой красный цвет в политической культуре Парагвая — он является символом правой консервативной Колорадо. Ультраправые военизированные формирования Колорадо назывались Guión Rojo («Красный стяг»).

### Анархо-синдикализм
В 1871—1872 годах в Италии появилось красно-чёрное знамя. В начале 1870-х годов красно-чёрное знамя появилось у мексиканских анархистов. К середине 1930-х годов красно-чёрное знамя стало символом анархистов во всех странах (см. также статью Анархистская символика).
4-6 августа 1877 года в Сент-Имье (Швейцария) проходил ежегодный конгресс Юрской федерации анархистов, сопровождавшийся уличными демонстрациями. Конгресс посетил известный русский анархист Пётр Кропоткин. Участники конгресса анархисты решили отстоять свое право на флаг, устроив публичную манифестацию под красным знаменем, полные решимости защищать его даже с оружием в руках.

### Использование в Российской империи
В России красный флаг впервые был использован во время Кандиевского восстания крестьян в 1861 году. Во время первой политической демонстрации в России 6 декабря 1876 года у Казанского собора в Санкт-Петербурге рабочий Я. Потапов поднял красный флаг. Впоследствии под красными знамёнами проходили митинги, демонстрации, маёвки антиправительственного характера. В 1898 году красный флаг стал флагом РСДРП.

## Красный флаг как государственный

### В РСФСР и СССР
После Октябрьской революции в Советской России вплоть до середины 1918 года роль государственного и военно-морского флага выполняло простое красное полотнище. Первый флаг РСФСР был утверждён в июле 1918 года. В окантованном жёлтым кантом крыже на красном фоне располагались крестообразно буквы «РСФСР», а под ними надпись, расшифровывающая данную аббревиатуру: «Российская социалистическая федеративная советская республика». В том же 1918 году флаг был изменён: аббревиатура РСФСР была расположена в одну строку и начертана оригинальным шрифтом. В таком виде флаг РСФСР просуществовал до 1937 года.
С образованием СССР Конституция 1924 года утвердила государственный флаг СССР, который представлял собой красное полотнище с изображением в его верхнем левом углу, у древка, золотых серпа и молота и над ними красной пятиконечной звезды. В соответствии с положением о Государственном флаге являлся «символом государственного суверенитета СССР и нерушимого союза рабочих и крестьян в борьбе за построение коммунистического общества». Эта символика оставалась официальной до распада СССР в 1991 году.

### В других странах
С социализмом имеет связь также ряд других красных государственных флагов.
- Красный флаг с белым кругом и свастикой — символ немецкого национал-социализма, в конце 1920-х годов стал партийным символом НСДАП, а в 1933—1945 годах был государственным флагом нацистской Германии. «Красный цвет на нём означает социальную идею движения» (Адольф Гитлер, «Моя борьба», с. 497).
- Красный флаг с коммунистической символикой используется в качестве государственного в некоторых социалистических странах: КНР, Вьетнаме и КНДР. В прошлом красный флаг имели народные республики Кампучия и Конго, частично признанная Танну-Тува и (первое время) ДРА.
- Красный флаг без каких-либо символов был флагом Баварской советской республики, Народного государства Бавария, Бременской советской республики, Венгерской советской республики, Республики Банат, Словацкой советской республики.

- Флаг нацистской Германии
- Флаг Китая
- Флаг КНДР
- Флаг Вьетнама

## В мореплавании
Красные флаги с различными рисунками — например, черепов и крыс — наряду с чёрными и зелёными флагами использовались пиратами. Красные флаги выбрасывались непосредственно перед боем. Это являлось копированием поведения военных флотов. Приказом № 1 лорда Адмиралтейства в 1596 году было установлено: 
на время ведения боя поднимать вместо постоянного носового флага боевой флаг красного цвета.
В Великобритании красный флаг с британским крыжем используют коммерческие суда. На его основе были созданы флаги нескольких заморских территорий. В частности это было унаследовано в качестве основного цвета современным флагом Канады.

## Населённые пункты
- Красный Флаг — деревня в Москаленском районе Омской области.
- Красный Флаг — до 1998 года название села Оразак Целиноградского района Акмолинской области.